# Бітлджюс
«Бітлджюс» (англ. Beetlejuice) — американський фантастичний фільм Тіма Бертона, що побачив світ у 1988 році.
У США прем'єра фільму відбулася 30 березня 1988 року.

## Сюжет
Подружжя Адама і Барбари Мейтлендів вирушає до містечка Вінтер-Ривер, штат Коннектикут, де в них є будинок. Їм докучає знайома, що намагається продати їхній будинок. Проте подружжя надзвичайно цінує свій будинок і не може на це погодитись. До того ж Адам створює на горищі макет містечка. Адам і Барбара на авто їдуть до крамниці, щоб взяти дещо для макета. Дорогою на мосту під колеса ледь не потрапляє цуцик. Для того, щоб врятувати життя тварині, водій різко повертає кермо, авто разом із подружжям падає у річку й перевертається.

Мокрі Адам і Барбара повертаються додому. Невдовзі вони зауважують дивні зміни: в будинку сам собою загорівся камін, їхнє тіло лишається холодним. Потім вони знаходять «Довідник для нещодавно померлих». Адам, намагаючись з'ясувати, що з ними трапилось, вибігає із будинку. Зійшовши з ґанку, він переноситься до пустелі, в якій мешкає величезний і жахливий хробак, що полює на все живе. Барбара затягує чоловіка назад додому й пояснює Адамові, що його не було кілька годин, хоча для неї минуло кілька секунд.

Адам і Барбара рятуються від змії в пустелі

Подружжя усвідомлює, що вони загинули під час автокатастрофи на мосту. Спочатку це здається їм раєм — адже обоє можуть жити в будинку вічно. Але після смерті пари знайома продала їхній будинок родині, що складається з трьох осіб: дівчини Лідії, її батька Чарльза, та мачухи Делії. Оглядаючи будинок, Делія одразу заявляє, що хоче переробити його, аби виставляти там свої чудернацькі скульптури й збирати там товариства популярних людей. Її консультує друг-дизайнер Отто, обізнаний у різних галузях, зокрема надприродному. Адам і Барбара намагаються завадити їм, щоб лишити будинок таким, як вони звикли. Проте виявляється, що живі не бачать привидів. Вони намагаються налякати нових мешканців свого улюбленого будинку, показуючи різні жахливі сцени, та їх просто ніхто не помічають.
Тим часом привид Бітлджюс шукає собі роботу після того, як інші привиди порвали з ним будь-яку співпрацю через жахливий характер Бітлджюса. Дізнавшись про новоз'явлених привидів, Бітлджюс показує Адаму та Барбарі рекламу власних послуг з вигнання живих. Подружжя вагається і досліджує «Довідник для нещодавно померлих». Адам вичитує там пораду: у екстреному випадку намалювати крейдою двері на стіні. Він так і робить і відчиняє двері в потойбіччя. Пройшовши туди, Адам і Барбара потрапляють до приймальні, де перебувають мерці. Проконсультувавшись із примарою, вони записуються на прийом до наставниці Юнони. Вона пояснює, що спершу варто було детально вивчити «Довідник для нещодавно померлих». Адже там написано, що Адам і Барбара повинні спершу провести 125 років у власному будинку, й тільки після цього ввійти до потойбіччя, щоб їх спрямували кудись далі. Юнона радить самотужки вигнати нових мешканців будинку й застерігає не користуватися послугами Бітлджюса.

Бітлджюс у вигляді змії

Спершу Адам і Барбара намагаються стати видимими, для чого одягають на себе простирадла й стогнуть. Але Чарльз і Делія не звертають на них уваги (Чарльз думає, що його розігрує Лідія, а Делія приймає снодійне і міцно спить). На подив привидів, Лідія помічає їх, бо «дорослі не помічають дивного», а сама вона достатньо дивна. Привиди розповідають їй свою історію. Лідія попереджає їх, що вигнати Делію з будинку буде непросто.
Делія кличе в гості відомих людей на вечерю. Тоді Адам з Барбарою вирішують налякати їх, зробивши з креветок руки, що хапають гостей, і змушують живих танцювати під пісню «Про банановий човен». Проте сталося навпаки — Делія та її гості, повіривши в існування привидів, вирішують, що на цьому можна чудово заробити, показуючи витівки привидів за гроші. Привиди жаліють тільки Лідію, яка єдина ставиться до них серйозно.

Тоді Адам і Барбара наважуються покликати Бітлджюса. Як було сказано в рекламі, вони тричі називають його ім'я та опиняються на кладовищі на макеті містечка. Вони відкопують Бітлджюса з могили, впустивши таким чином його до світу живих. Бітджюс перетворюється на величезну змію, лякає мешканців будинку й виганяє їхніх гостей. Побачивши, що Бітлджюса загрожує Лідії, Барбара знову називає його ім'я тричі та повертає в макет.

Бітлджюс і Лідія на весіллі

Адам і Барбара знову консультуються з Юноною. Вона пояснює, що живі не повинні мати докази існування привидів, бо якщо хтось спробує прикликати привида за допомогою ритуалу, привид змарніє і стане «загубленою душею». Тепер Адам і Барбара вирішують налякати Чарльза і Девіда по-справжньому. Адам витягнув собі носа, а очі начепив на пальці. А Барбара роззявила щелепу та помістила свої очі на язик. Та їм не вдається скористатися своїм новим виглядом, тому що Отто, товариш Делії, погодився провести спіритичний сеанс з метою викликати душі померлих Адама і Барбари. Для цього вони користуються їхнім весільним вбранням.
На очах у Чарльза, Делії, Отто, Лідії та їх гостей-телевізійників, Адам і Барбара з'являються на столом і швидко марніють, набуваючи вигляду висохлих мерців, що дуже налякало Лідію. Для того, щоб врятувати Адама й Барбару, вона сама викликає Бітлджюса. Той обіцяє допомогти, якщо дівчина одружиться з ним. Не маючи іншого виходу, Лідія погоджується. Бітлджюс з'являється в будинку, знущається з гостей, а потім повертає привидам Адама та Барбари нормальний стан, і вимагає негайного весілля. Адаму та Барбарі не вдається вимовити його ім'я тричі, щоб вигнати зі світу живих. Зрештою, Барбара згадує про хробака, малює двері та нацьковує його на Бітлджюса. Істота проковтує привида, забравши його з собою у потойбіччя.
Гості Делії заявляють, що не хочуть більше таких пригод, і покидають будинок. Чарльз та Делія повертають будинку старий вигляд. Привиди надалі спокійно живуть у своєму помешканні, допомагають Лідії із домашнім завданням і розважаються разом з іншими привидами. Бітлджюс опиняється в довжелезній черзі на прийом, щоб вирішити свою подальшу долю. Він вирішує схитрувати, помінявшись номерками з привидом шамана. Та шаман зауважує це і зачакловує Бітлджюса, зробивши його голову комічно маленькою.

## Створення

### Сценарій
Ідея «Бітлджюса» виникла в середині 1980-х років, коли сценарист Майкл Макдауелл вирішив спробувати себе в кіно. Надихнувшись такими відомими фільмами, як «Мисливці на привидів» (1984) і «Полтергейст» (1982), Макдауелл захотів написати власний сценарій фільму про надприродне. Зі своїм партнером Лоуренсом Сенеліком, він придумав історію про привидів, де привиди будуть добрими, а люди злими. Спершу фільм задумувався як жахи, де Бітлджюс був крилатим демоном, який набув подоби чоловіка східної зовнішності. Замість того, щоб бути грубим жартівником, Бітлджюс прагнув убити сім'ю Дітців, а не налякати. За первісним сценарієм, він також мав намір зґвалтувати Лідію. Смерть Мейтлендів планувалося зобразити жахливо й натуралістично, а Лідія в фіналі приєдналася б до батьків у світі мертвих.
Тім Бертон після дебютного повнометражного фільму «Велика пригода Пі-Ві» готувався зняти похмурий і страшний фільм. На той час він уже працював над фільмом про Бетмена, проте взявся за сценарій «Бітлджюса». Студія Warner Bros. Pictures виділила йому $30 млн, за її розпорядженням найтемніші та найзловісніші сцени було вилучено.

### Назва

Попри назву фільму «Beetlejuice», ім'я головного героя пишеться «Betelgeuse» (так само, як назва зорі Бетельгейзе), але звучить майже ідентично. Походження імені ніде не розкривається в сюжеті, хоча воно написане на надгробку. Різницю написання можна пояснити тим, що «Betelgeuse» можна вимовити по-різному, але «Бітлджюс» простіше для англомовної авдиторії та кумедне (може розкладатися на Beetle — «жук» і juice — «сік»). Для персонажа це важливо ще й тому, що привида можна викликати, тричі назвавши його ім'я, а Бітлджюс не хоче, щоб його марно турбували.
Керівникам студії Warner Bros. Pictures сподобався оригінальний сценарій, але вони побоювалися, що він буде надто дивний для пересічних глядачів. Творча команда розглядала зміну назви на «Домашні привиди» (House Ghosts). Бертон жартома пропонував назвати фільм «Злякані й без простирадла» (Scared Sheetless), і студія на його подив погодилася. Тоді він відмовився змінювати оригінальну назву і вона лишилася «Beetlejuice».

### Акторський склад
- Померле подружжя зіграли Алек Болдвін та Джина Девіс.
- Роль біоекзерциста Бітлджюса зіграв Майкл Кітон. Бертон хотів, щоб саме Кітон зіграв головну роль, хоча актор щойно пережив серію провальних фільмів.

- Джеффрі Джонс — Чарльз Дітц
- Кетрін О'Гара — Делія Дітц
- Вайнона Райдер — Лідія Дітц
- Гленн Шедікс — Отто
- Сільвія Сідні — Джуно
- Роберт Гуле — Макс Дін

«Бітлджюс» розпочав постійну співпрацю Бертона з Майклом Кітоном, Вайноною Райдер і Кетрін О'Гарою.

### Спецефекти

Малюнок Тіма Бертона — чоловік, що згорів від паління у ліжку

Зазвичай Бертон власноруч малює концепцію спецефектів, а потім художники будують образ навколо його ідеї. Цього разу Тім поставив перед собою завдання зробити їх дешевими (попри те, що бюджет стрічки дозволяв робити йому майже все, що завгодно) для того, щоб вони сприймалися як зворушливі ілюзії, а не реальні спецефекти.

Малюнок Тіма Бартона — Адам перетворюється в страшного привида

Також режисерові належить ідея образів мерців, яких головні герої зустрічають у «приймальні» своєї дільничної:
|  | ...я давно носився з ідеєю пожартувати над смертю та роздумував, кого б туди розмістити? Нехай там буде хлопець, на якого накинулася акула - аквалангіст із акулою, що вчепилася в ногу. Так ми придумали асистентку фокусника, яку тільки що розпиляли навпіл, людину, що згоріла вщент через паління в постелі. Ми намагалися зобразити замогильне життя в дусі дешевої кінофантастики, - не хмарки на прекрасному небі, а дещо на кшталт офісу фінансової інспекції. У мене з'явилися великі можливості - знімати все так, як я хочу! |

### Грим
Режисер завжди наполягає на солідному гримі головних героїв своїх фільмів. Він пояснює це тим, що 
|  | ...грим звільняє акторів. Вони можуть сховатися за маскою й показати свою іншу сторону, що просто дивовижно. Майклу (виконавцеві Бітлджюса) це дозволило зіграти персонажа, який не є людською істотою, а коли виконуєш таку роль під кітчевою маскою,відчуваєш себе значно вільніше. Це мені в кінопроцесі завжди подобалось - трансформація людей |

### Фільмування
Фільмування почалося в Лос-Анджелесі та Вермонті на початку 1987 року.

## Музика

Герої фільму танцюють під пісню Гаррі Белафонте

Композитором фільму, вже традиційно для Тіма Бертона, став Денні Ельфман. Також в сюжет увійшли дві пісні Гаррі Белафонте.
Перед прем'єрою фільму було проведено кілька пробних показів. Перший раз глядачі побачили фільм без музики, а другий — із музикою. При цьому перший раз його оцінили надзвичайно низько, а другий — на порядок вище. При чому більш за все сподобалася глядачам саме музика.
Для того, щоб зробити епілог вдалим, Тім включив туди сцену із приймальні замогильного життя, що також сприймалася глядачами із ентузіазмом. На заключну сцену знову обрали епізод із піснею Белафонте.
У фільмі звучить пісня рок-гурту REO Speedwagon «Can't Fight This Feeling».

## Кінокритика
На сайті Rotten Tomatoes кінофільм отримав рейтинг у 83 % від критиків і 82 % від пересічних глядачів. На сайті Metacritic кінофільм отримав середню оцінку критиків у 67 балів із 100.
Перші відгуки на «Бітлджюса» були стримані. Згідно оглядом Дерека Малкольма в газеті «The Guardian», фільм — «чистий фарс» із веселими спецефектами. Його приємно переглядати, але він спантеличує сумішшю ідей. Кевін Джексон у газеті «The Independent» писав, що ця комедія «частіше вражаюча, ніж смішна». Огляд «Variety» стверджував: «події над землею не такі винахідливі, як внизу» і банальні стосунки Адама й Барбари рятують тільки витівки Бітлджюса. Роджер Еберт писав: «сюжет, який здавався таким оригінальним, перетворюється на ситком із безліччю спецефектів, дивних декорацій і реквізиту, а натхнення зникло».
Стів Роуз у ретро-огляді для «The Guardian» з нагоди 20-иріччя фільму відгукнувся позитивніше, похваливши, що фільм наповнений візуальними вигадками та різким комізмом, особливо інтер'єри та костюми. Критик зробив висновок, що тут Бертон був новим талантом із цілою купою ідей. Завдяки цьому «Бітлджюс» є однією з найкращих комедій Тіма Бертона, що в абсурдному стилі консервує настрої 80-х епохи Рейгана.
Саймон Галлагер на сайті Screen Rant писав, що як і більшість робіт Бертона, «Бітлджюс» — це гімн нонконформізму. «Нормальні» люди тут постають відхиленням від правильності, а «дивні» — адекватними. Серед тем, які сатирично обігрує фільм: джентрифікація, суб'єктивність мистецтва та ідеалізація пасторального життя. «Бітлджюс» не про переслідування живих привидами, а про Лідію, яка знаходить свій дім.

## Нагороди
- 1989 — Оскар (Номінація: найкращий грим).
- 1989 — BAFTA (Номінації: найкращі візуальні ефекти; найкращий грим).

## Супутня продукція
Після фінансового успіху «Бітлджюса», а також після того, як фільм увійшов до десятки найкасовіших фільмів 1988 року, студія Warner Bros. Pictures вирішила додатково заробити на ньому.
- «Бітлджюс» (1989—1991) — мультсеріал, заснований на фільмі. В ньому Бітлджюс бешкетливий, але, на відміну від оригінального твору, не вульгарний і дружить із Лідією. Багато епізодів серіалу є пародіями на відомі твори. Значною мірою саме він сприяв піднесенню популярності телеканалу Fox Kids[3].
- Beetlejuice (1990) — відеогра для MS-DOS, заснована на фільмі.
- Beetlejuice (1991) — відеогра для NES, заснована на фільмі.
- Beetlejuice (1992) — відеогра для Nintendo Game Boy, заснована на мультсеріалі.
- «Бітлджюс» (2018) — бродвейський мюзикл за мотивами фільму[3].